# Allergia al latte
L'allergia al latte è una reazione immunitaria avversa a una o più proteine presenti nel latte che si manifesta con i sintomi tipici dell'allergia, che possono essere ad insorgenza rapida o graduale. Tra quelli rapidi si può includere l'anafilassi, una condizione potenzialmente pericolosa per la vita che richiede, tra l'altro, un immediato trattamento con adrenalina. Diversamente, quelli graduali possono riscontrarsi dopo ore o addirittura giorni, con sintomi diversi tra cui dermatite atopica, infiammazione dell'esofago, enteropatia che coinvolge l'intestino tenue e proctocolite che coinvolge il retto e il colon.
Negli Stati Uniti, il 90% delle allergie alimentari sono causate da soli otto alimenti, di cui il latte è il più frequente. Il riconoscimento che un piccolo numero di alimenti è responsabile per la maggior parte delle risposte allergiche agli alimenti ha comportato alla formulazione di requisiti per indicare in modo chiaro questi allergeni comuni, sulle etichette delle confezioni, tra cui i prodotti lattiero-caseari. Una funzione del sistema immunitario è quella di difendersi dalle infezioni riconoscendo le proteine estranee, tuttavia non vi dovrebbero essere reazioni eccessive alle proteine alimentari. In questo caso, gli acidi dello stomaco causano la denaturazione della maggior parte delle proteine, che vedono mutare la loro configurazione tridimensionale e quindi perdere la propria allergenicità. Anche scaldando il latte, ad esempio tramite cottura, si può avere lo stesso effetto. La tolleranza immunologica costituisce un'altra salvaguardia per non reagire eccessivamente alle proteine alimentari.
Il trattamento di questa condizione consiste nell'evitare di assumere latticini o cibi che contengono tra gli ingredienti latte o i suoi derivati. Nelle persone che accusano reazioni rapide (allergia al latte mediata da IgE) il quantitativo in grado di provocare una risposta allergica può essere di pochi milligrammi, quindi le raccomandazioni sono di evitare rigorosamente il latte. La dichiarazione della presenza di tracce di latte o di alimenti non è obbligatoria in nessun paese, ad eccezione del Brasile. L'allergia al latte colpisce tra il 2% e il 3% di neonati e dei bambini piccoli. Per ridurre il rischio, le raccomandazioni sono che i bambini dovrebbero essere allattati esclusivamente per almeno quattro mesi, preferibilmente sei mesi prima di iniziare con il latte di mucca. Se esiste una storia familiare di allergia al latte, si può anche prendere in considerazione il ricorso al latte di soia, ma circa il 10%-15% dei bambini allergici al latte di mucca reagirà anche con questo.. Nelle allergie IgE mediate dei bambini al latte vaccino può essere indicato l'impiego del latte equino, previo test di tolleranza a questo tipo di latte. La maggior parte dei bambini guarisce dall'allergia al latte, ma per circa lo 0,5% della condizione persiste fino all'età adulta. L'immunoterapia specifica è stata studiata, ma è di beneficio non chiaro.